# بانجا (الهند)
بانجا (بالإنجليزية: Banga) هي بلدة تقع في منطقة شهيد بهجت سينغ ناجار في البنجاب، الهند. تعد بانجا أيضًا أحد مقرات القسم الفرعي (تحسيل) بالمنطقة. يبلغ عدد سكانها حاليًا حوالي 23000 نسمة وتصنف على أنها بلدية من الدرجة الثانية. تضم المدينة أيضًا قرية جيندوال السابقة إلى جانب مدينة بانجا.

## الجغرافية
تقع بانجا على بُعد حوالي 325 كم من نيودلهي 100 كم من عاصمة الولاية شانديغار، 104 كم من أمريتسار، 45 كم من جالاندهار و 1400 كم من مومباي. تقع في الجزء الشمالي الغربي من الهند؛ بضع مئات من الكيلومترات جنوب كشمير وإلى الغرب من سفوح جبال الهيمالايا في البنجاب وهيماشال براديش. خلال الأيام الصافية، تظهر قمم سلسلة جبال دولادهار المغطاة بالثلوج في الأفق البعيد. تقع محطة سكة حديد بانجا على خط مدينة جالاندهار/جايجون دوابا للسكك الحديدية الشمالية عند 13 كم من نوانشهر 43 كم من جالاندهار و45 كم من لوديانا.

## التركيبة السكانية
وفقًا للتعداد الهندي لعام 2011، بلغ عدد سكان بانجا 20,906 نسمة، منهم 10712 ذكرًا و10194 أنثى. في حين بلغ عدد السكان ضمن الفئة العمرية من 0 إلى 6 سنوات 2154 نسمة. وبلغ إجمالي عدد المتعلمين في بانجا 15880 شخصًا، وهو ما يشكل 75.9% من السكان، وبلغت نسبة معرفة القراءة والكتابة بين الذكور 78.7% في حين كانت نسبة معرفة القراءة والكتابة بين الإناث 73.1%. يبلغ معدل معرفة القراءة والكتابة الفعلي لسكان بانجا الذين تزيد أعمارهم عن 7 سنوات 84.7%، بينما يبلغ معدل معرفة القراءة والكتابة للذكور 87.7% ومعدل معرفة القراءة والكتابة للإناث 81.5%. 

## الروابط الخارجية
- حالة الطقس في بانجا، الهند